# Thung lũng Po

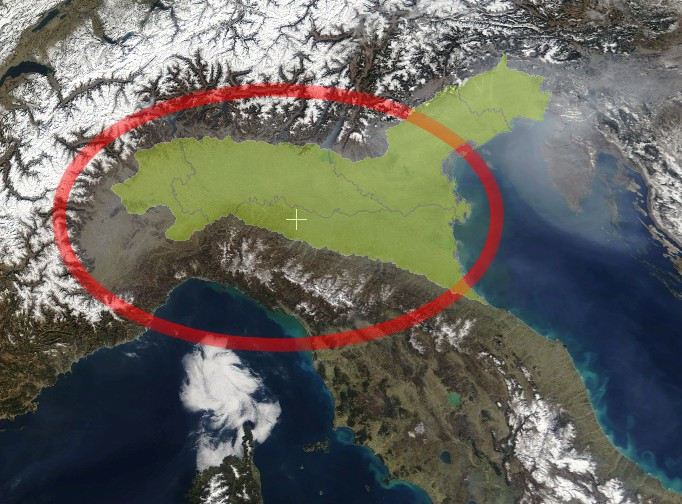
Đồng bằng Padan ở phía Bắc Ý (màu xanh lá cây) và lưu vực sông Po ở Đồng bằng (vòng tròn màu đỏ)

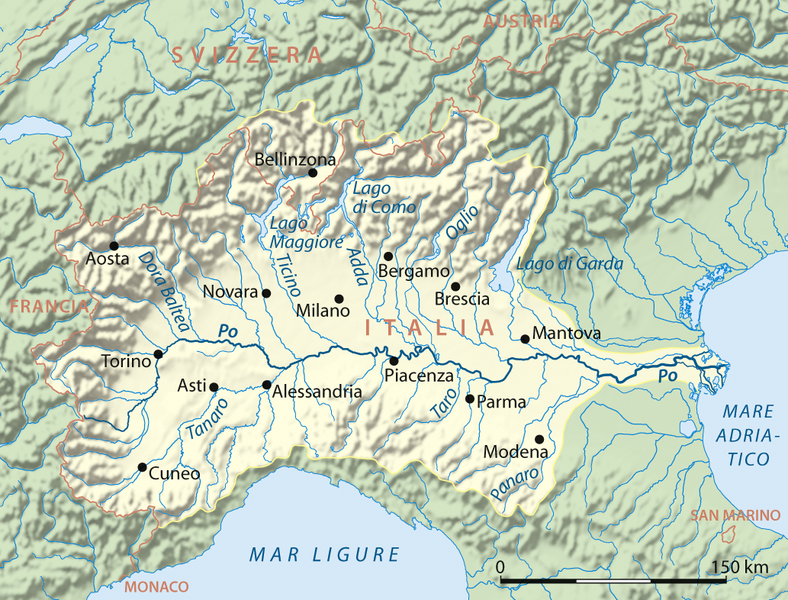
Bản đồ thể hiện Sông Po và các phụ lưu ở Đồng bằng Padan.

Thung lũng Po, Đồng bằng Po hay Đồng bằng Padan (tiếng Ý: Pianura Padana; tiếng Anh: Po Valley), là thực thể địa lý chính bao trùm miền Bắc Cộng hoà Italy. Nó kéo dài khoảng 650 km (400 mi) theo hướng Đông Tây, với diện tích 46.000 km2 (18.000 dặm vuông) bao gồm cả phần mở rộng của Đồng bằng Venetia, mặc dù thực sự không liên quan gì đến lưu vực sông Po; nó kéo dài từ Tây dãy Anpơ đến tận Biển Adriatic. Các vùng đất bằng phẳng của Veneto và Friuli thường được xem là tách biệt với thung lũng Po, vì chúng không thuộc lưu vực của sông Po, nhưng 2 vùng đất này lại kết nối đồng nhất thành một đồng bằng liền mạch, khiến nó trở thành đồng bằng lớn nhất ở Nam Âu.
Bề mặt phía trên của đồng bằng đan xen nhiều hẻm núi cổ đại (Apennine Foredeep) kéo dài từ dãy núi Appennini ở phía Nam đến dãy Anpơ ở phía Bắc, bao gồm cả phía Bắc của Biển Adriatic. Ngoài sông Po và các phụ lưu của nó thì đồng bằng còn được bồi đấp bởi các con sông Savio, Lamone và Reno ở phía Nam, và Adige, Brenta, Piave và Tagosystemo thuộc Đồng bằng Venetia ở phía Bắc.
Định nghĩa về địa chính trị của thung lũng Po có sự khác biệt giữa các cơ quan và tổ chức. Ủy ban nước lưu vực Po (tiếng Ý: Autorità di bacino del fiume Po), định nghĩa rằng: Lưu vực Po là lãnh thổ mà nước mưa hoặc tuyết và sông băng tan chảy trên bề mặt, tụ lại thành các dòng nước chảy vô sông Po hoặc qua các phụ lưu... Chương trình Môi trường Liên Hợp Quốc thì định nghĩa rằng, lưu vực Po bao gồm các dãy Alps và Apennines đến tận nguồn của các phụ lưu của sông Po, nhưng loại trừ Veneto và phía Nam hạ lưu sông Po thuộc về Emilia-Romagna; nghĩa là, nó bao gồm khu vực thoát nước bởi Po nhưng chỉ có sông Po và các phụ lưu của nó.